# Кириллов, Гавриил Георгиевич
Гаврии́л Гео́ргиевич Кири́ллов (1901, с. Большой Карай, Больше-Карайская волость, Балашовский уезд, Саратовская губерния, Российская империя — ?) — советский государственный и партийный деятель.

## Биография
Родился в селе Большой Карай Больше-Карайской волости Балашовского уезда Саратовской губернии Российской империи (ныне село в составе Романовского района Саратовской области России). Образование начальное. Член РКП(б) с 1919 года.
До августа 1930 г. работал председателем Кубанского окружного Совета профсоюзов. С августа 1930 по август 1931 г. ответственный секретарь областного комитета ВКП(б) Ингушской автономной области. Со 2.08.1931 по 17.06.1932 ответственный секретарь Областного комитета ВКП(б) Адыгейской автономной области.
В последующем — начальник отдела сельхоззаготовок Воронежского облисполкома.
Арестован 26 июля 1933 года по обвинению в «контрреволюционной агитации». Тройкой при ОГПУ Северо-Кавказского края 11 декабря 1933 г. приговорен к 3 годам лишения свободы.
Дальнейшая судьба не известна.